# Водоп'янова Наталія Андріївна
Водоп'янова Наталія Андріївна (4 червня 1981) — російська баскетболістка.
Бронзова призерка Олімпійських ігор 2004, 2008 років, учасниця 2012 року.
Срібна призерка Чемпіонату світу 2006 року.
Чемпіонка Європи 2007 року.